# Atlanta Hawks 1984-1985
La stagione 1984-85 degli Atlanta Hawks fu la 36ª nella NBA per la franchigia.
Gli Atlanta Hawks arrivarono quinti nella Central Division della Eastern Conference con un record di 34-48, non qualificandosi per i play-off.

## Roster
| N° | Naz.                   | Ruolo | Sportivo          | Anno | Alt. | Peso |
| -- | ---------------------- | ----- | ----------------- | ---- | ---- | ---- |
| 2  | Stati Uniti (bandiera) | G     | Walker Russell    | 1960 | 196  | 88   |
| 3  | Stati Uniti (bandiera) | G     | Eddie Johnson     | 1955 | 188  | 82   |
| 5  | Stati Uniti (bandiera) | G     | Jerry Eaves       | 1959 | 193  | 82   |
| 7  | Canada (bandiera)      | A     | Leo Rautins       | 1960 | 203  | 98   |
| 10 | Stati Uniti (bandiera) | GA    | Randy Wittman     | 1959 | 198  | 95   |
| 14 | Stati Uniti (bandiera) | G     | Charlie Criss     | 1948 | 173  | 75   |
| 20 | Canada (bandiera)      | G     | Stewart Granger   | 1961 | 191  | 86   |
| 21 | Stati Uniti (bandiera) | GA    | Dominique Wilkins | 1960 | 201  | 91   |
| 25 | Stati Uniti (bandiera) | G     | Doc Rivers        | 1961 | 193  | 84   |
| 30 | Stati Uniti (bandiera) | C     | Tree Rollins      | 1955 | 216  | 107  |
| 31 | Stati Uniti (bandiera) | AC    | Rickey Brown      | 1958 | 208  | 98   |
| 33 | Stati Uniti (bandiera) | AC    | Antoine Carr      | 1961 | 206  | 102  |
| 34 | Stati Uniti (bandiera) | GA    | Mike Glenn        | 1955 | 188  | 79   |
| 35 | Stati Uniti (bandiera) | GA    | Sly Williams      | 1958 | 201  | 95   |
| 42 | Stati Uniti (bandiera) | AC    | Kevin Willis      | 1962 | 213  | 100  |
| 43 | Stati Uniti (bandiera) | G     | Sidney Lowe       | 1960 | 183  | 88   |
| 44 | Stati Uniti (bandiera) | A     | Scott Hastings    | 1960 | 208  | 107  |
| 53 | Stati Uniti (bandiera) | A     | Cliff Levingston  | 1961 | 203  | 95   |

## Staff tecnico
- Allenatore: Mike Fratello
- Vice-allenatori: Bob Reinhart, Ron Rothstein, Brendan Suhr